# The Dark Side of the Moon (película)
The Dark Side of the Moon es una película de terror y ciencia ficción estadounidense de 1990, dirigida por D. J. Webster y protagonizada por Robert Sampson, Will Bledsoe y Joe Turkel en su última aparición en el cine.

## Sinopsis
En un futuro próximo, un vehículo de mantenimiento está orbitando la Tierra en una misión para reparar satélites con armas nucleares. De repente, la tripulación experimenta una misteriosa e inexplicable falla de energía. A medida que la nave se enfría, se encuentran a la deriva hacia el lado oscuro de la luna. Un viejo transbordador de la NASA, el Discovery, se dirige hacia ellos. Dos miembros de la tripulación abordan la nave y encuentran un cadáver. Los registros de la misión de la propia nave indican que el transbordador que encontraron desaparecido era el mismo que había desaparecido en el Triángulo de las Bermudas muchos años atrás. Mientras intentan resolver este misterio, rápidamente se hace evidente que una fuerza malévola ha estado esperando en el transbordador de la NASA, usando el cadáver antedicho como su anfitrión y acechando a los miembros de la tripulación.

## Reparto
- Robert Sampson...Flynn Harding
- Will Bledsoe...Giles Stewart
- Joe Turkel...Paxton Warner
- Camilla More...Lesli
- John Diehl...Philip Jennings
- Wendy MacDonald...Alex McInny
- Alan Blumenfeld...Dreyfus Steiner